# Vuk Obradović
Vuk Obradović, cyr. Вук Обрадовић (ur. 11 kwietnia 1947 w miejscowości Kondželj, zm. 13 lutego 2008 w Belgradzie) – serbski wojskowy i polityk, jugosłowiański generał, w 2001 wicepremier w rządzie Zorana Đinđicia.

## Życiorys
Ukończył szkołę średnią w Prokuplje, następnie kształcił się na uczelniach wojskowych. Uzyskał stopień doktora nauk politycznych. Należał do Związku Komunistów Jugosławii. Przez wiele lat był oficerem Jugosłowiańskiej Armii Ludowej, w ramach której uzyskiwał szybkie awanse. Nominację generalską otrzymał jako najmłodszy żołnierz w historii JNA. W wojsku pełnił m.in. funkcję rzecznika prasowego sztabu generalnego. Odszedł z armii na własną prośbę w 1992 w okresie konfliktów zbrojnych związanych z rozpadem Jugosławii. Zajął się następnie działalnością gospodarczą.
Założył też partię polityczną Socjaldemokracja, opozycyjną wobec reżimu Slobodana Miloševicia. Bez powodzenia ubiegał się o prezydenturę Serbii w obu głosowaniach w 1997. W 2000 wraz ze swoim ugrupowaniem dołączył do Demokratycznej Opozycji Serbii. W styczniu 2001 objął urząd wicepremiera, który sprawował do czerwca 2001, kierował w tym okresie również rządową komisją antykorupcyjną. Odszedł z rządu w atmosferze skandalu seksualnego. W 2002 wystartował w wyborach prezydenckich, uzyskując w nich około 3% głosów.